# Luis I de Flandes
Luis I de Flandes (Nevers, 1304-Crècy, 26 de agosto de 1346), de la casa de Dampierre, fue conde de Flandes, de Nevers y de Rethel.
Era hijo de Luis, conde de Nevers y de Juana, condesa de Rethel, su abuelo paterno era Roberto de Bethune, conde de Flandes.
El 22 de julio de 1322, en la ciudad de París, murió su padre, por lo que recibió como herencia el título de conde de Nevers. Casi dos meses después, el 17 de septiembre, falleció en Ypres su abuelo; Luis se apresuró a acudir a Flandes para hacer valer sus derechos sobre los de su tío Roberto de Cassel, que ambicionaba el rico condado; esto causó la ira del rey Carlos IV, debido a que en ese momento el parlamento aún no reconocía formalmente al joven Luis de Nevers como conde. Tras el encierro que vivió por breve tiempo, logró hacerse reconocer finalmente como conde de Flandes.
Las condiciones para su gobierno siempre le fueron adversas. Para los artesanos y pañeros flamencos, Luis no era más que un extranjero: nunca había vivido en Flandes, su padre no había sido gobernante de la región, y él mismo se comportaba más como conde de Nevers que de Flandes, pues su idea de lo que era ser un señor feudal se adaptaba más a su primer patrimonio, y no a las amplias libertades de las ciudades como Brujas o Gante. Luis de Flandes fue en todos los sentidos un príncipe francés, fiel sobre todo a su soberano de París; se negó rotundamente a la ya tradicional alianza inglesa y se desentendió de la importancia que habían dado sus antecesores a la industria textil del condado, que se veía mucho más beneficiada con Inglaterra como aliada, que con Francia como soberana.
La cesión que haría del puerto de La Esclusa a su tío el conde de Namur desató la ira de los burgueses de Brujas, acaudillados por Nicolas Zannekin; tras el levantamiento de muchas ciudades flamencas, Luis fue capturado por las milicias y tuvo que pedir ayuda al rey Felipe VI, que en 1328 aplastó a los flamencos en la batalla de Cassel. Tras esta victoria, el conde Luis logró asentar algo más su poder en el país, pero el inicio de la Guerra de los Cien Años, la fidelidad del conde al rey francés y por tanto el cese de los envíos de lana inglesa, llevaron a Flandes rápidamente a la ruina, y así el resentimiento de su pueblo se acentuó.
Todos estos hechos seguían acumulándose, hasta que la detención de un importante patriota flamenco llevó a que, escogiendo a Jacob van Artevelde como jefe, los ganteses atacaran la vanguardia del ejército real en la ciudad y tomaran el gobierno efectivo de todo el condado, reanudaran las relaciones con el rey Eduardo III de Inglaterra y obligaran a Luis a huir y refugiarse en la corte de París. Para atraerse a los partidarios de Nevers, Artevelde nombró gobernador de Flandes a Simón de Mirabello, consejero del conde Luis y noble de origen italiano que había tomado el apellido Van Halen de su señorío de Halen; era además señor de Beveren y de Perwez e importante financiero, y estaba casado con Isabel van Lierde (de Nevers) hermana natural del ausente Luis de Nevers, al tiempo que su hija Zwane había casado con un hermano de Artevelde. Esta política de aparente apaciguamiento no calmó los ánimos.
El asesinato de Artevelde en 1345 tampoco resolvió las cosas. Este había reconocido a Eduardo III de Inglaterra como legítimo rey de Francia, y al entrar el conde Luis de nuevo en los territorios del condado de Nevers, fue expulsado. Con la esperanza de recuperar el patrimonio heredado de su padre, y con dinero obtenido de la venta del señorío de Malinas, Luis se puso al servicio de Felipe VI en la batalla de Crécy; como tantos otros importantes nobles, encontró la muerte en la lid aquel 26 de agosto de 1346. Meses antes sus partidarios, enemigos de la alianza con Inglaterra, habían sido asesinado en Gante a Simón van Halen, su cuñado.
Eduardo III enterró su cuerpo en la abadía de Saint-Riquier; más tarde fue llevado a Brujas por su hijo y sucesor Luis II, que le hizo construir un mausoleo en la iglesia de Saint-Donat.

## Descendencia
En 1320 contrajo nupcias con Margarita de Francia, hija de Felipe V de Francia y de Juana, condesa de Borgoña. De la unión nacería solo un hijo:
- Luis de Male (1330-1384); Conde de Flandes, de Rethel, de Nevers, de Borgoña y de Artois.